# 皮里蒂巴
皮里蒂巴是巴西巴伊亚州的一个市镇。总面积990.598平方公里，总人口23943人，人口密度24.2人/平方公里。